# Picio
Picio è un termine usato in età contemporanea comune nel registro colloquiale basso del Nord Italia, con diversi significati. In lingua piemontese ha il significato letterale di "pene". Se la parola viene usata in lingua piemontese la pronuncia corretta è piciu. Al contrario, se la si usa in lingua italiana il termine si legge con la "o" finale. Il termine non varia tra plurale e singolare. Il termine ha origini più antiche: è presente, nella forma "pincio", nel Libro di sonetti di Franco e Luca Pulci ed è registrato, con diverse varianti ("piciu", "pinchio", "pincio") nei dialetti calabresi da Gerhard Rohlfs nel suo Dizionario dialettale delle tre Calabrie (Milano-Halle, 1932-39). Il Grande dizionario della lingua italiana di Salvatore Battaglia offre come primo significato "membro virile" e, per estensione, "persona sciocca, stupido, imbecille (anche con valore aggettivale e per lo più come ingiuria)" e rimanda a "pincio" (prima e seconda accezione della voce "Pinco").

## Utilizzo

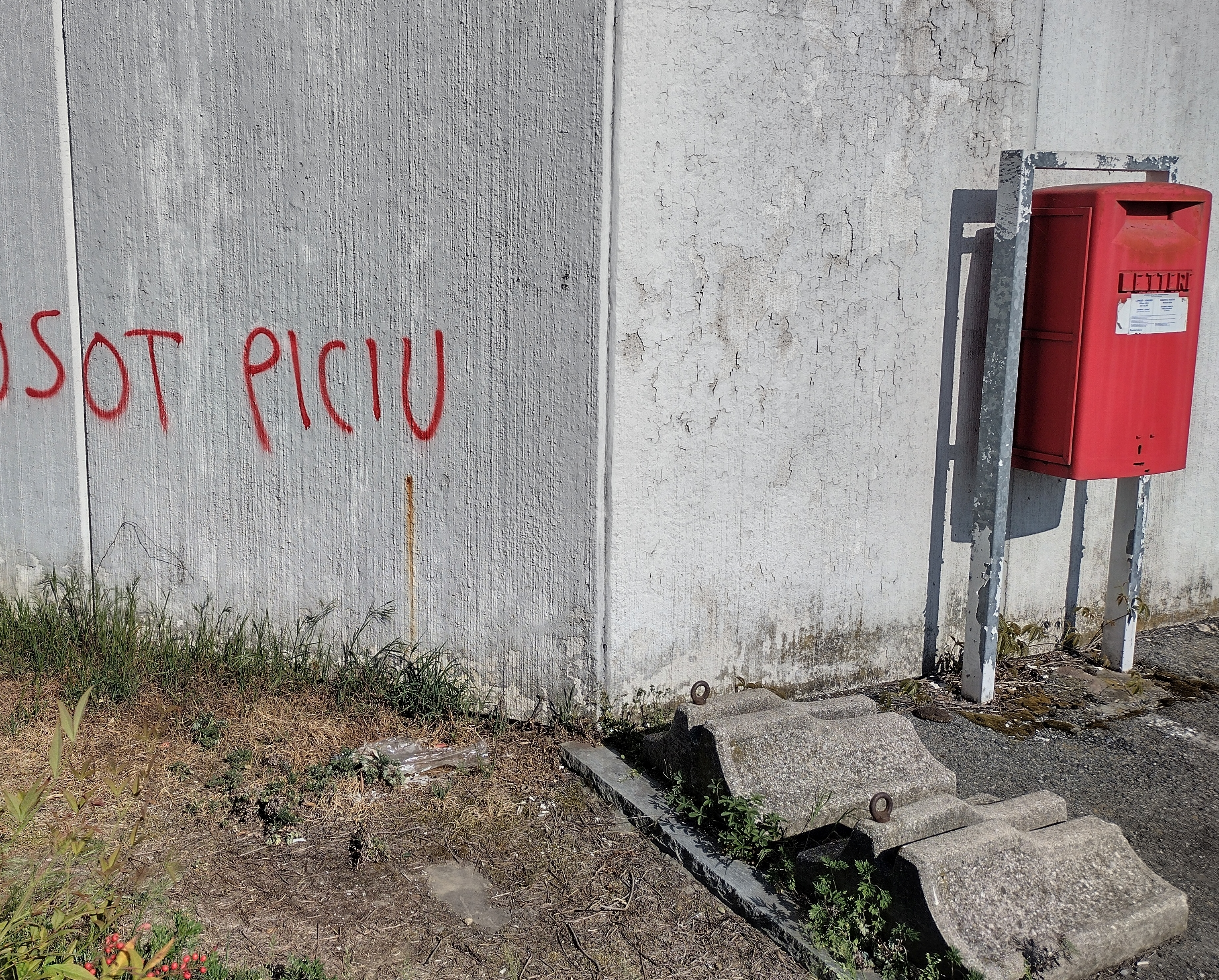
Saluzzo: graffito con l'insulto piciu

Picio viene usato nel linguaggio comune per indicare una persona stupida, sciocca, e/o boccalona, e si adotta anche in frasi denigratorie popolari come, ad esempio, un picio ch'a marcia (che indica una persona capace abile solo nel camminare) e it sés pì picio dël mè picio ch'a l'é 'n picio da stantetre ani ("sei più stupido del mio pene, che è un pene da settantatré anni"). Entra inoltre nella composizione di insulti più elaborati come picio 'd nata ("'d nata" = "di sughero") o picio 'd merda.
In alcuni casi, viene usato il vezzeggiativo piciola. L'equivalente femminile di picio è picia, e indica invece una prostituta.
La parola trova il suo corrispettivo nei milanesi "pirla" e "pistola".

## Nella letteratura e nei media
A volte anche in testi scritti in italiano il termine picio viene reso nella forma piciu per rendere la pronuncia piemontese, anche in espressioni quali faccia da piciu (o da picio) o comportarsi da piciu. La parola viene utilizzata principalmente da scrittori di area piemontese, ma anche da alcuni di altre zone del paese, nel Canton Ticino e in traduzioni da lingue straniere.
Il lemma picio, oltre a venire utilizzato o evocato in brani musicali scritti in tutto o in parte in piemontese, ad esempio in testi di Gipo Farassino o nelle tracce 4 piciu al bar e Machu Picchu dei Farinei dla Brigna, compare anche in altri pezzi come nella traccia Il burattino senza fichi di Elio e le Storie Tese (1996, album Eat the Phikis), dove il protagonista della canzone descrive sé stesso come un pupo senza picio, esplicitando poi l'accezione anatomica del termine con i versi ... soffro tanto senza pistulino, godrei molto con un cazzo. Ecco che il mì babbo me lo fa.
Nelle opere del disegnatore lombardo Pietro Vanessi uno dei suoi personaggi (un membro virile parlante) si chiama Picio e a lui è stato dedicato un libro dal titolo Picio alla riscossa!